# 太平洋挑戰者聯賽
太平洋挑戰者聯賽（Pacific Championship Series Challengers League，簡稱PCL），曾為《英雄聯盟》PCS職業聯賽的次級聯賽，於2024賽季後因PCS聯賽取代其賽事層級而中止。

## 賽事沿革
2023賽季所登場的PCL太平洋挑戰者聯賽（PCS次級聯賽）是《英雄聯盟》台港澳賽區自ECS菁英挑戰聯賽（LMS次級聯賽）於2019賽季結束後，睽違已久的次級聯賽。而這期間台港澳賽區舉辦較大規模的《英雄聯盟》業餘賽事僅有六都電競爭霸戰（2014－至今）、ACE亞洲電子競技公開賽（2020－至今）和LSC英雄聯盟校園聯賽（2018－2023）。此外，於2023年8月成立的PCL也導致LSC於同年9月27日宣布停辦。
2024賽季後因應拳頭遊戲整併世界五大賽區，於2024年9月1日由PCS、VCS和LJL賽制合併為亞太地區全新的一級聯賽LCP，並重新調整亞太地區各聯賽的賽事層級，最終PCL的賽事層級被PCS聯賽（2025賽季起轉為LCP次級聯賽之一）取代而結束。

## 賽制

### 例行賽與季後賽

#### 2023賽季
PCL第一階段：小組賽
- 由六支PCS聯賽隊伍的二隊來進行雙循環之BO1賽事。這六支隊伍都將晉級季後賽，並不會被淘汰，而小組賽的最終排名將會決定PCL季後賽之種子順序。

第二階段：海選賽
- 符合資格之隊伍報名完成後經 PCL 聯盟方遴選審核，進行線上不轉播海選賽，前二名隊伍將可獲得季後賽的資格。

第三階段：季後賽
- 六支小組賽隊伍和兩支從海選賽脫穎而出的隊伍將進行雙敗淘汰賽，前二名的隊伍將獲得參加 PCS 升降賽的資格並與 2023 PCS 夏季例行賽末二名隊伍競逐 2024 PCS 的兩個隊伍席次。

#### 2024賽季
PCL第二季春季賽於2024年1月24日登場，橫跨東南亞、香港、澳門、台灣及日本的 13 支隊伍將互相競爭角逐，進行跨區職業賽事對戰。

### 升降賽

#### 2023賽季
參加升降賽（PCS 2024 Spring Promotion）的隊伍包含：
- PCS 夏季例行賽排名末二名的隊伍。範例：2023 PCS 夏季例行賽 #9 IMP、#10 DWT。
- PCL 季後賽排名前二名的隊伍。範例：2023 PCL 冠軍賽 #1 Nate9527（NAT）、#2 PSG.A。

其中，第九名和PCL第一名的隊伍會對戰，第十名和PCL第二名的隊伍會對戰。
由於拳頭遊戲在2014年發布的方針（S4賽季之後規定每個俱樂部在一個聯賽只能擁有一支戰隊），若有由已參加PCS聯賽的隊伍之二隊透過升降賽制進入PCS聯賽，他們會需要售出該席位。
最終獲得晉級PCS資格的兩支隊伍PSG.A（續留PCL）和Nate9527（後退出）皆未成功轉售參賽席位，也導致PCS聯賽2024賽季起的參賽隊伍數量從10支減至8支。

#### 2024賽季
因PCS將轉為LCP次級聯賽，且2025賽季LCP參賽隊伍採合作邀請制，故無舉辦相關升降賽事。

## 參賽隊伍

### 2023賽季
PCL小組賽參加隊伍 6 支包括：
- 台港澳賽區隊伍：臺北熊讚電競戰隊 / Taipei Bravo（台灣）[8]、PSG Academy（香港、台灣）、Dewish Tnu Team（台灣）、Deep Cross Gaming Academy（台灣）、CTBC Flying Oyster Academy（台灣）。
- 東南亞賽區隊伍：WPE-Academy（菲律賓）

### 2024賽季
PCL春季賽參加隊伍 13 支包括：
- 台港澳賽區隊伍：Chienhsin Bear（台灣）、CFO Academy（台灣）、DCG Academy（台灣）、Frank Academy（香港）、弘光獵鷹（台灣）、PSG Talon Academy（台灣）、東南飛鷹（台灣）。
- 東南亞賽區隊伍：Impunity（新加坡、台灣）、West Point Academy（菲律賓）。
- 英雄聯盟日本聯賽隊伍：AXIZ CREST Academy（日本）、DFM Academy（日本）、SG Academy（日本）、V3 Academy（日本）。

## 歷年排名
| 年份 | 季度   | 冠軍        | 亞軍              | 季軍          |
| ---- | ------ | ----------- | ----------------- | ------------- |
| 2023 | 季後賽 | Nate9527    | PSG Talon Academy | Nate.A        |
| 2024 | 春季   | CFO Academy | PSG Talon Academy | Frank Academy |
| 2024 | 夏季   | CFO Academy | Impunity          | Frank Academy |